# Rolf Van Rijn
Rolf Theodor Van Rijn (Roosendaal en Nispen, Roosendaal, Països Baixos, 23 d'octubre de 1972) és un exjugador de bàsquet neerlandès. Amb 2,17 metres d'alçada, jugava en la posició de pivot.

## Trajectòria
- PSV Eindhoven (1992-1994)
- Butler Bulldogs (1994-1998)
- Real Madrid (1998)[1]
- Telindus Mons-Hainaut (1998-1999)
- Region Wallonne Charleroi (1999)
- BCM Gravelines (1999-2000)
- Riviera Basket (2000)
- Gunco Rotterdam Basketball (2000-2001)